# كرسول مثقب
كرسول مثقب (الاسم العلمي:Crassula perforata) هو نوع من النباتات يتبع جنس الكرسول من الفصيلة الكرسولية.